# بربر، سودان
بربر (به عربی: بربر) یک شهرک در سودان است.

## خصوصیات
بربر ۱۶٬۶۵۰ نفر جمعیت دارد.